# قائمة الأفلام المصرية سنة 1996
هذه قائمة بالأفلام المصرية لسنة 1996 مرتبة أبجديا

## 1996
- إشارة مرور
- اغتيال
- الرجل الشرس
- رومانتيكا
- ليلة ساخنة
- عفاريت الأسفلت
- ناصر 56
- نزوة (فيلم)
- بخيت وعديلة
- إستاكوزا
- النوم في العسل